# John Richardson (Tennisspieler)
John Richardson (* 24. Juni 1873 in Antananarivo, Madagaskar; † unbekannt) war ein südafrikanischer Tennisspieler.

## Biografie
Richardson nahm 1908 am Tenniswettbewerb der Olympischen Sommerspiele in London teil. Im Einzel hatte er zunächst zweimal ein Freilos, anschließend setzte er sich gegen die Kanadier John F. Foulkes und Claude Russell-Brown durch und erreichte das Halbfinale. Dort unterlag er dem Deutschen Otto Froitzheim in vier Sätzen und verlor auch das anschließende Spiel um Bronze gegen Wilberforce Vaughan Eaves, wobei unklar ist, ob das Spiel wirklich stattfand oder Richardson kampflos verlor. Sonst sind wenige seiner Tennisergebnisse überliefert. 1906 wurde er südafrikanischer Meister.